# Ferrocarril Sàsser-l'Alguer
El Ferrocarril Sàsser-l'Alguer és un ferrocarril de via estreta de la Sardenya, gestionada per l'ARST.

## Història

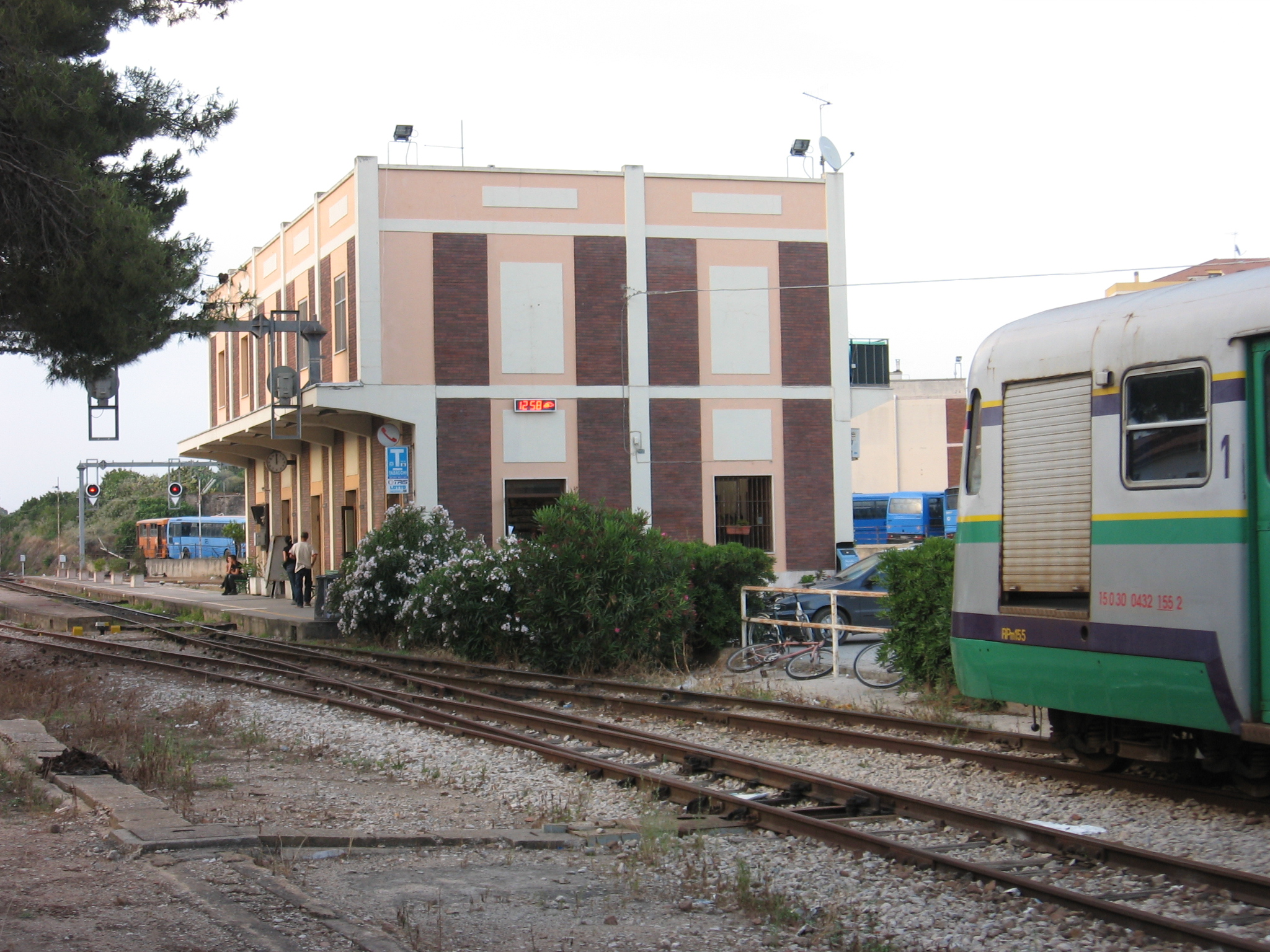
Edifici de l'estació de l'Alguer

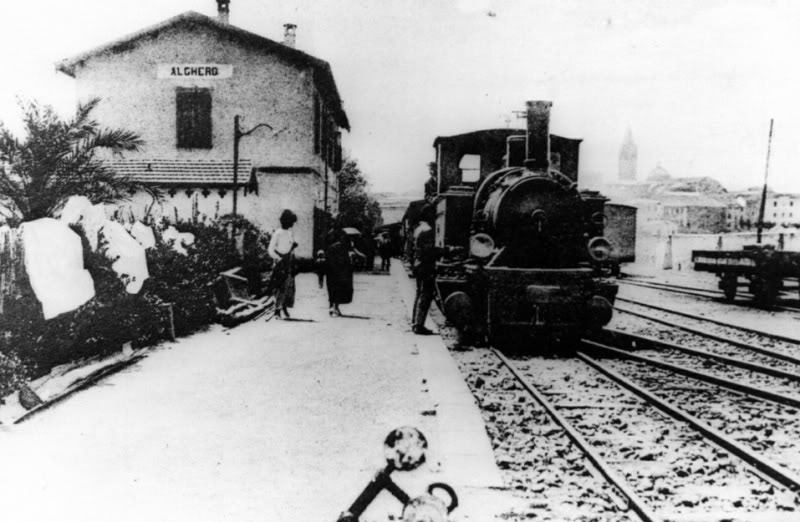
L'estació de l'Alguer, després Alguer Port, estació terminal fins 1988 de la línia

La Sàsser-l'Alguer neix en la part final del segle xix per la Società italiana per le Strade Ferrate Secondarie della Sardegna, amb la finalitat de lligar l'Alguer amb la capital turritana i a la xarxa ferroviària de la Ferrovie Reali Sarde. La línia fou construïda amb via estreta (950 mm) i amb una sola pista (que mai no serà electrificada), com s'indica en la concessió amb la que el govern va permetre la construcció de la primera xarxa ferroviària secundària a l'illa. Dissenyada per l'enginyer Alfredo Cottrau, la Sàsser-l'Alguer va obrir al públic l'1 de març de 1889.
El 1921 la SFSS es va fer càrrec de Ferrovie Complementari della Sardegna, les quals el 1933 passaren al control accionarial de la neonada Strade Ferrate Sarde, que s'havia apoderat de les altres dues línies de via estreta sassareses, la Sàsser-Sorso i la Sàsser-Tempio-Palau: l'ús d'aquest vincle entre les dues concessions ferroviàries la línia passà de la FCS a la SFS, juntament amb la Monti-Tempio, pel 1941.
Durant la Segona Guerra Mundial la línia era interessada en obres de sistematització de l'armament i es van realitzar tres variants a la ruta, amb un total de 3.310 metres de pista nova. El ferrocarril va ser equipat amb un nou parc de trens dièsel a la fi dels anys cinquanta i començaments dels seixanta, que van substituir gradualment els vells mitjans a vapor.

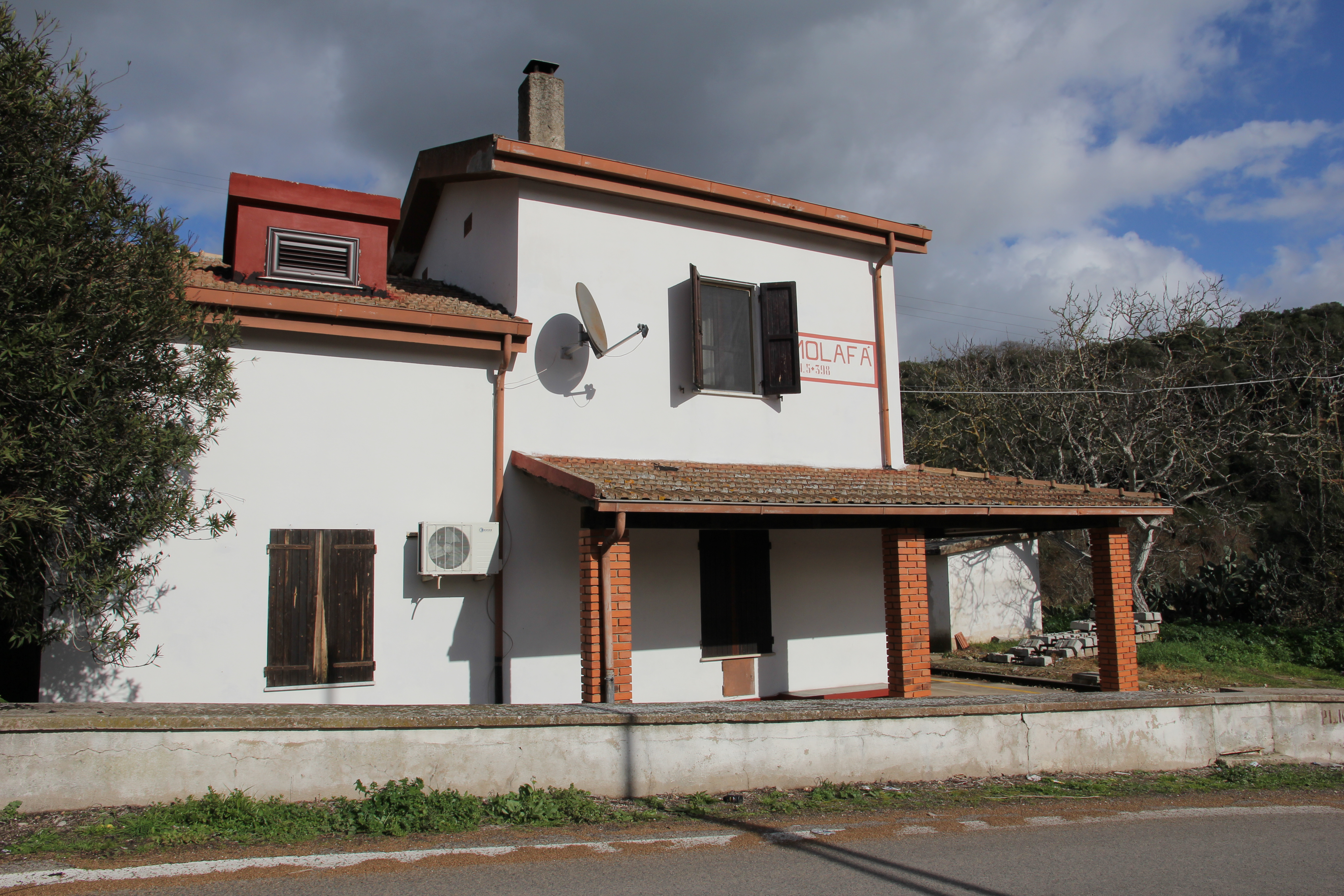
La característica parada de tren de Molafà, a la perifèria de Sàsser.

El 1988 es va fer una nova modificació del traçat del ferrocarril, de llargada original 34,2 km, quan es va tancar i posteriorment desmantellat el tram comprès entre l'Alguer-Sant Agustí i el terminal de l'Alguer Port (l'estació ja havia estat demolida el 1981). La decisió va ser presa a causa de la desacceleració que el trànsit de trens al centre de la ciutat causava al trànsit automobilístic i per l'obstacle que les instal·lacions ferroviàries al port causaven al desenvolupament turístic. Tanmateix moure el terminal des del centre cap a la perifèria algueresa ha tingut repercussions negatives en el nombre d'usuaris de la via fèrria.
El 1989 la línia passà a la Ferrovie della Sardegna (des de 2008 ARST Gestione FdS), que en els anys norantava introduir canvis importants en el circuit: es van crear noves variants entre la parada de Molafà i Olmedo, per accelerar les relacions i l'eliminació d'alguns trams tortuosos. L'obertura de la nova ruta de la línia es va dur a terme el 16 de desembre de 1996., i la longitud de la línia es va reduir als actuals 30 km. La gestió de la línia va passar el 2010 a l'ARST, després que aquesta ha incorporat la vella ARST Gestione FdS. També el 2010 es va renovar la línia, amb la substitució de llargs trams de pista.

### Projectes futurs
Els escenaris de futur que té al davant la Sàsser-Alguer són diversos: les principals preocupacions són la modernització de la línia, amb la possibilitat en el futur de construir noves variacions, especialment en els primers quilòmetres després de l'estació de Sàsser, a causa de les diverses corbes de via estreta que limiten la velocitat del material rodant en trànsit.
Un altre projecte en estudi és la relació amb l'Aeroport de l'Alguer-Costera del Coral: construcció d'una nova porció de via que del terminal de l'Alguer-Sant Agustí continuaria cap al passeig de Maria Pia, a continuació, arribant a Fertília i finalment a l'aeroport. A partir d'aquí la línia continuaria cap a Mamuntanas, on acabaria el nou enllaç ferroviari. Per ara només gaudeix de finançament de 35 milions d'euros la construcció d'un sol traçat l'Alguer-Aeroport, i es tracta d'una suma totalment inadequada per a la construcció duna infraestructura important.
Un altre projecte en estudi és la conversió de la línia (i possiblement també afectaria l'aeroport) a tren lleuger, integrat en el sistema del Metrotramvia Sàsser. Això implicaria, però, l'electrificació de tota la línia de ferrocarril, amb despeses més altes. 

No obstant això, ha de ser reportat com l'ús futur de tramvies a la línia podria ser bàsicament perjudicial per als usuaris, ja que els tramvies Sirio (amb places limitades) estan dissenyats per a ús en la ciutat, però es presten poc per al transport de passatgers durant les hores punta, donat el gran nombre d'usuaris i la longitud del recorregut.

## Traçat
|  |  |

|  |  |

|  |  |

|  |  |

|  |  |

|  |  |

|  |  |

|  |  |

|  |  |

|  |  |

|  |  |

|  |  |

|  |  |

|  |  |

|  |  |

|  |  |

|  |  |

|  |  |

|  |  |

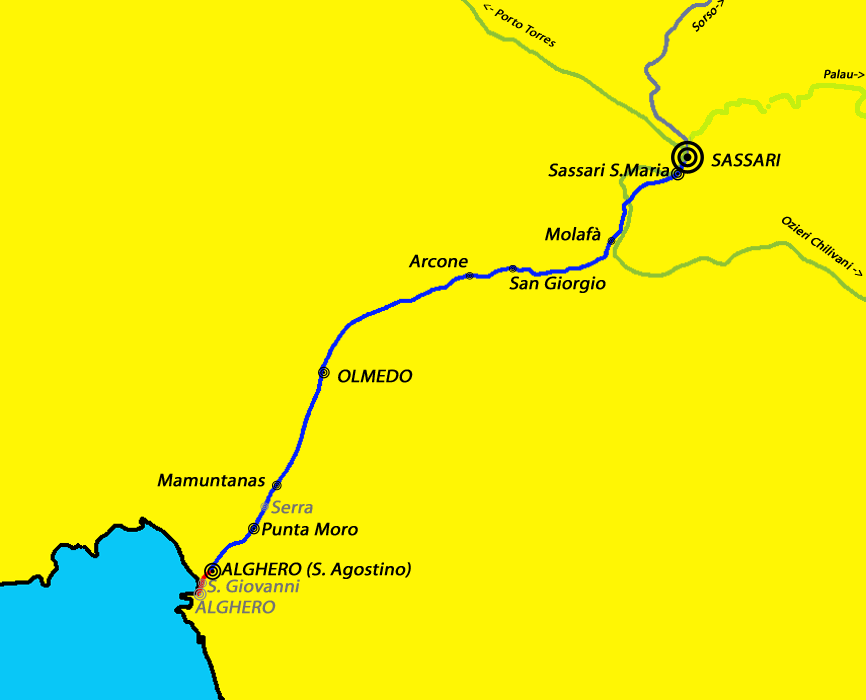
Mapa de la ruta

Els progressius quilomètrics es refereixen a la situació després de l'obertura de les variants fetes en els noranta.

## Trànsit

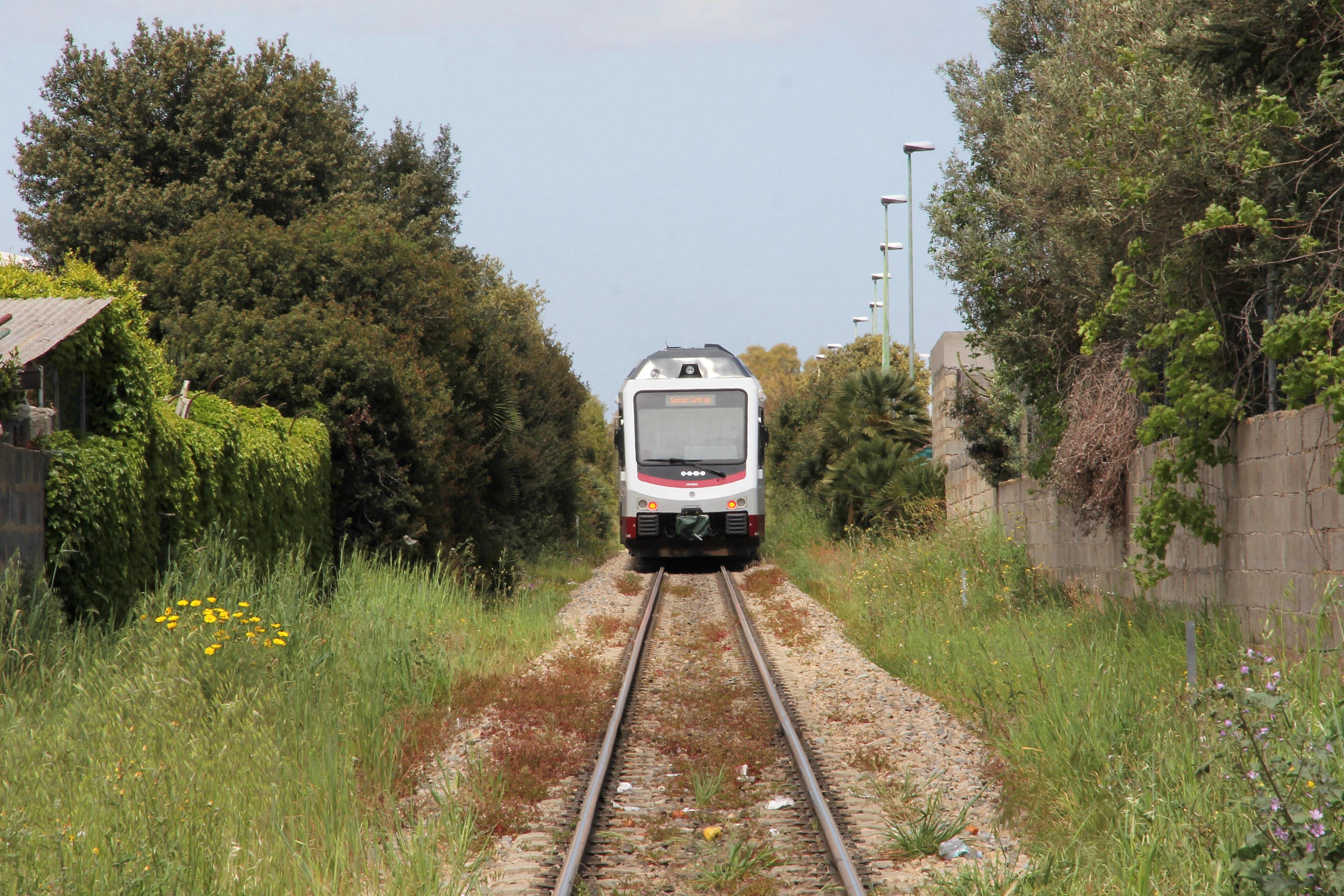
Automotriu ADes

El ferrocarril utilitza un parc de trens del compartiment ex FdS de Sàsser: segons els informes es fan servir 11 automotrius ADm fabricades per Fiat i Officine Meccaniche della Stanga el 1957, i les 2 ADe Breda/ABB fabricades el 1995. Per als trams amb major afluència també s'usen vagons tirats per una de les 4 locomotores LDe Breda/TIBB datades en 1959/1960.